# Scott DesJarlais

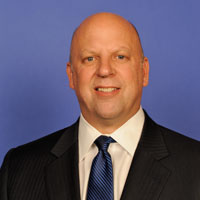
Scott DesJarlais

Scott DesJarlais (* 21. Februar 1964 in Des Moines, Iowa) ist ein US-amerikanischer Politiker der Republikaner. Seit Januar 2011 vertritt er den Bundesstaat Tennessee im US-Repräsentantenhaus.

## Werdegang
Scott DesJarlais studierte bis 1987 an der University of South Dakota in Vermillion die Fächer Chemie und Psychologie. Danach studierte er an der gleichen Universität Medizin. In der Folge praktizierte er als Arzt. Im Jahr 1993 zog er nach Tennessee.
DesJarlais hat mit seiner zweiten Frau Amy drei Kinder. Aus seiner im Jahr 2001 geschiedenen ersten Ehe stammt ein weiteres Kind.

## Politik
Politisch schloss er sich der Republikanischen Partei an. Bei den Kongresswahlen des Jahres 2010 wurde er als deren Kandidat im vierten Wahlbezirk von Tennessee in das US-Repräsentantenhaus in Washington, D.C. gewählt, wo er am 3. Januar 2011 die Nachfolge von Lincoln Davis antrat, den er bei der Wahl geschlagen hatte. Das Wahlergebnis lag im Bundestrend, der im November 2010 die Republikanische Partei im Aufwind sah. Da er bei allen folgenden Wahlen, einschließlich der des Jahres 2024, wiedergewählt wurde, kann er sein Mandat bis heute ausüben. Seine aktuelle Legislaturperiode im Repräsentantenhaus des 119. Kongresses läuft bis zum 3. Januar 2019.

### Positionen und Kontroversen
Nach der Veröffentlichung eines Mitschnitts eines Telefonates mit seiner Geliebten wurde bekannt, dass diese von DesJarlais im September 2000 zum Schwangerschaftsabbruch eines gemeinsamen Kindes genötigt wurde. 2012 erklärte er in einer Radiosendung, dass Gott ihm vergeben habe.
DesJarlais gehörte zu den Mitgliedern des Repräsentantenhauses, die bei der Auszählung der Wahlmännerstimmen bei der Präsidentschaftswahl 2020 für die Anfechtung des Wahlergebnis stimmten. Präsident Trump hatte wiederholt propagiert, dass es umfangreichen Wahlbetrug gegeben hätte, so dass er sich als Sieger der Wahl sah. Für diese Behauptungen wurden keinerlei glaubhafte Beweise eingebracht. Der Supreme Court wies eine entsprechende Klage mit großer Mehrheit ab, wobei sich auch alle drei von Trump nominierten Richter gegen die Klage stellten.